# Esgrima na Universíada de Verão de 2025
A esgrima na Universíada de Verão de 2025 foi disputada no centro de exposições Messe Essen, em Essen, na Alemanha, entre 18 e 22 de julho de 2025.

## Calendário
| Esgrima | Julho | Julho | Julho | Julho | Julho | Julho | Julho | Julho | Julho | Julho | Julho | Julho | Eventos |
| Esgrima | 16    | 17    | 18    | 19    | 20    | 21    | 22    | 23    | 24    | 25    | 26    | 27    | Eventos |
| ------- | ----- | ----- | ----- | ----- | ----- | ----- | ----- | ----- | ----- | ----- | ----- | ----- | ------- |
|         |       | 2     | 2     | 2     | 2     | 2     | 2     |       |       |       |       |       | 12      |

|  | Dia de competição |  | Dia de final |

## Medalhistas

### Masculino
| Evento     | Ouro                  | Prata                  | Bronze              |
| Individual | Individual            | Individual             | Individual          |
| ---------- | --------------------- | ---------------------- | ------------------- |
| Espada     | AIN Dmitrii Shvelidze | HUN Soma Somody        | AIN Kirill Gurov    |
| Espada     | AIN Dmitrii Shvelidze | HUN Soma Somody        | SUI Sven Vineis     |
| Florete    | ITA Damiano Di Veroli | POL Jan Hieromin Nowak | ITA Tommaso Martini |
| Florete    | ITA Damiano Di Veroli | POL Jan Hieromin Nowak | KOR Minseo Choi     |
| Sabre      | KOR Sangwon Park      | HUN Gergo Horváth      | GER Moritz Schenkel |
| Sabre      | KOR Sangwon Park      | HUN Gergo Horváth      | KOR Heegeun Hwang   |
| Equipe     |                       |                        |                     |
| Espada     | JPN Japão             | HUN Hungria            | ITA Itália          |
| Florete    | ITA Itália            | POL Polônia            | JPN Japão           |
| Sabre      | KOR Coreia do Sul     | ITA Itália             | JPN Japão           |

### Feminino
| Evento     | Ouro                     | Prata               | Bronze                |
| Individual | Individual               | Individual          | Individual            |
| ---------- | ------------------------ | ------------------- | --------------------- |
| Espada     | HKG Kaylin Sin Yan Hsieh | UKR Anna Maksymenko | UKR Emili Conrad      |
| Espada     | HKG Kaylin Sin Yan Hsieh | UKR Anna Maksymenko | HUN Edina Kardos      |
| Florete    | ITA Aurora Grandis       | KOR Byeoli Mo       | ITA Carlotta Ferrari  |
| Florete    | ITA Aurora Grandis       | KOR Byeoli Mo       | FRA Esther Bonny      |
| Sabre      | KOR Hayoung Jeon         | HUN Anna Spiesz     | JPN Chirika Takahashi |
| Sabre      | KOR Hayoung Jeon         | HUN Anna Spiesz     | HKG Summer Fay Sit    |
| Equipe     |                          |                     |                       |
| Espada     | FRA França               | ITA Itália          | KOR Coreia do Sul     |
| Florete    | KOR Coreia do Sul        | ITA Itália          | JPN Japão             |
| Sabre      | KOR Coreia do Sul        | FRA França          | ITA Itália            |

## Quadro de Medalhas
| Atualizado em 22h 21min de 31 de julho de 2025 (UTC) | v d e |

| Ordem | País                            | Medalha de ouro | Medalha de prata | Medalha de bronze |    |
| ----- | ------------------------------- | --------------- | ---------------- | ----------------- | -- |
| 1     | KOR Coreia do Sul               | 5               | 1                | 3                 | 9  |
| 2     | ITA Itália                      | 3               | 3                | 4                 | 10 |
| 3     | FRA França                      | 1               | 1                | 1                 | 3  |
| 4     | JPN Japão                       | 1               |                  | 4                 | 5  |
| 5     | AIN Atletas Individuais Neutros | 1               |                  | 1                 | 2  |
| 5     | HKG Hong Kong                   | 1               |                  | 1                 | 2  |
| 7     | HUN Hungria                     |                 | 4                | 1                 | 5  |
| 8     | POL Polônia                     |                 | 2                |                   | 2  |
| 9     | UKR Ucrânia                     |                 | 1                | 1                 | 2  |
| 10    | SUI Suíça                       |                 |                  | 1                 | 1  |
| 10    | GER Alemanha                    |                 |                  | 1                 | 1  |